# 赖因霍尔德·明岑贝格
赖因霍尔德·明岑贝格（德語：Reinhold Münzenberg，1909年1月25日—1986年6月25日），德国男子足球运动员，场上位置是后卫。他曾代表德国国家队参加1934年和1938年国际足联世界杯，其中1934年世界杯获得季军。